# Force X
La Force X fu una formazione navale militare della Marine Nationale, formatosi il 29 aprile 1940, dopo lo scoppio della seconda guerra mondiale, per contrastare l'intervento dell'Italia  nel Mar Mediterraneo Orientale.

## Storia
Sotto il comando dell'ammiraglio Godfroy, lo squadrone partì da Tolone il 25 aprile 1940, arrivando ad Alessandria il 24 maggio, dove incontrò la sua controparte britannica sotto il comando dell'ammiraglio Andrew Cunningham.
Il 4 luglio 1940, un ordine segreto del primo ministro britannico Winston Churchill, incaricò la Royal Navy di distruggere, neutralizzare o catturare le forze navali francesi. Godfroy e Cunningham avevano un rapporto di fiducia, e le loro famiglie erano legate da alleanza, si impegnarono in negoziati e riuscirono a raggiungere un compromesso, in base al quale le navi francesi avrebbero rimosso il carburante dai loro bunker e i meccanismi di fuoco dalle loro armi, e gli equipaggi rimanenti non avrebbero tentato di fuggire; in cambio, Cunningham promise di rimpatriare la maggior parte degli equipaggi, accettò che le navi mantenessero i loro ufficiali comandanti francesi e non sarebbero state affondate. All'incrociatore pesante Duquesne sarebbe stato permesso di inviare messaggi ufficiali via radio e messaggi privati una volta alla settimana. In quell'occasione, diversi ufficiali disertarono per unirsi alla Francia Libera, come il comandante Auboyneau, o il tenente comandante d'Estienne d'Orves e i suoi compagni Roger Barberot e André Patou. Le navi furono poi internate ad Alessandria con equipaggi ridotti. Godfroy e Cunningham firmarono la convenzione il 7 luglio e la rinnovarono il 20 giugno 1942.
Il 30 maggio 1943, in seguito all'invasione della cosiddetta Zona Franca da parte dei nazisti, l'intera Forza X si unì agli Alleati. L'ammiraglio Godfroy ottenne così l'autorizzazione dagli inglesi a salpare e mise le sue forze a disposizione del governo provvisorio di Algeri, mentre veniva istituito il Comitato francese di liberazione nazionale. Lo squadrone salpò per Algeri, al suo arrivo, Godfroy, sospettato di favorire il generale Giraud rispetto a De Gaulle e fu congedato per decreto nel dicembre 1943.

## Ordine di battaglia
- 3re division de ligne
  - Nave da battaglia Lorraine
- 1e division de croiseurs 
  - Incrociatori pesanti Dusquene, Tourville e Suffren
- 2e division de croiseurs
  - Incrociatore leggero Duguay-Trouin
- 4e division de Contre-torpilleurs 
  - Cacciatorpediniere Basque, Forbin e Le Fortuné
- division sous-marine
  - Sommergibile Protée